# Tommy Pham
Thomas James "Tommy" Pham, född den 8 mars 1988 i Las Vegas i Nevada, är en amerikansk professionell basebollspelare som spelar för Boston Red Sox i Major League Baseball (MLB). Pham är outfielder.
Pham har tidigare spelat för St. Louis Cardinals (2014–2018), Tampa Bay Rays (2018–2019), San Diego Padres (2020–2021) och Cincinnati Reds (2022).

## Karriär

### Major League Baseball

#### St. Louis Cardinals
Pham draftades av St. Louis Cardinals 2006 som 496:e spelare totalt direkt från high school och redan samma år gjorde han proffsdebut i Cardinals farmarklubbssystem. Efter många års harvande i farmarligorna och flera allvarliga skador debuterade han i MLB för Cardinals den 9 september 2014. Det var dock först en bit in på 2017 års säsong som han blev ordinarie i laget och han var mycket nära att lägga av i inledningen av den säsongen. Han spelade under 2017 128 matcher för Cardinals med ett slaggenomsnitt på 0,306, 23 homeruns, 73 RBI:s och 25 stulna baser. Hans säsong var så bra att han till och med fick röster i omröstningen till National Leagues MVP Award.
Pham spelade inte lika bra 2018 och i slutet av juli, med ett slaggenomsnitt på bara 0,248, 14 homeruns och 41 RBI:s, trejdade Cardinals honom till Tampa Bay Rays i utbyte mot de tre unga talangerna Justin Williams, Génesis Cabrera och Roel Ramírez.

#### Tampa Bay Rays
Under resten av 2018 års säsong hade Pham ett slaggenomsnitt på hela 0,343, sju homeruns och 22 RBI:s. Han hade en solid säsong 2019 då han på 145 matcher hade ett slaggenomsnitt på 0,273, 21 homeruns och 68 RBI:s. Som outfielder hade han inte en enda error på hela säsongen. I december trejdades han tillsammans med Jake Cronenworth till San Diego Padres i utbyte mot Hunter Renfroe, Xavier Edwards och ytterligare en spelare.

#### San Diego Padres

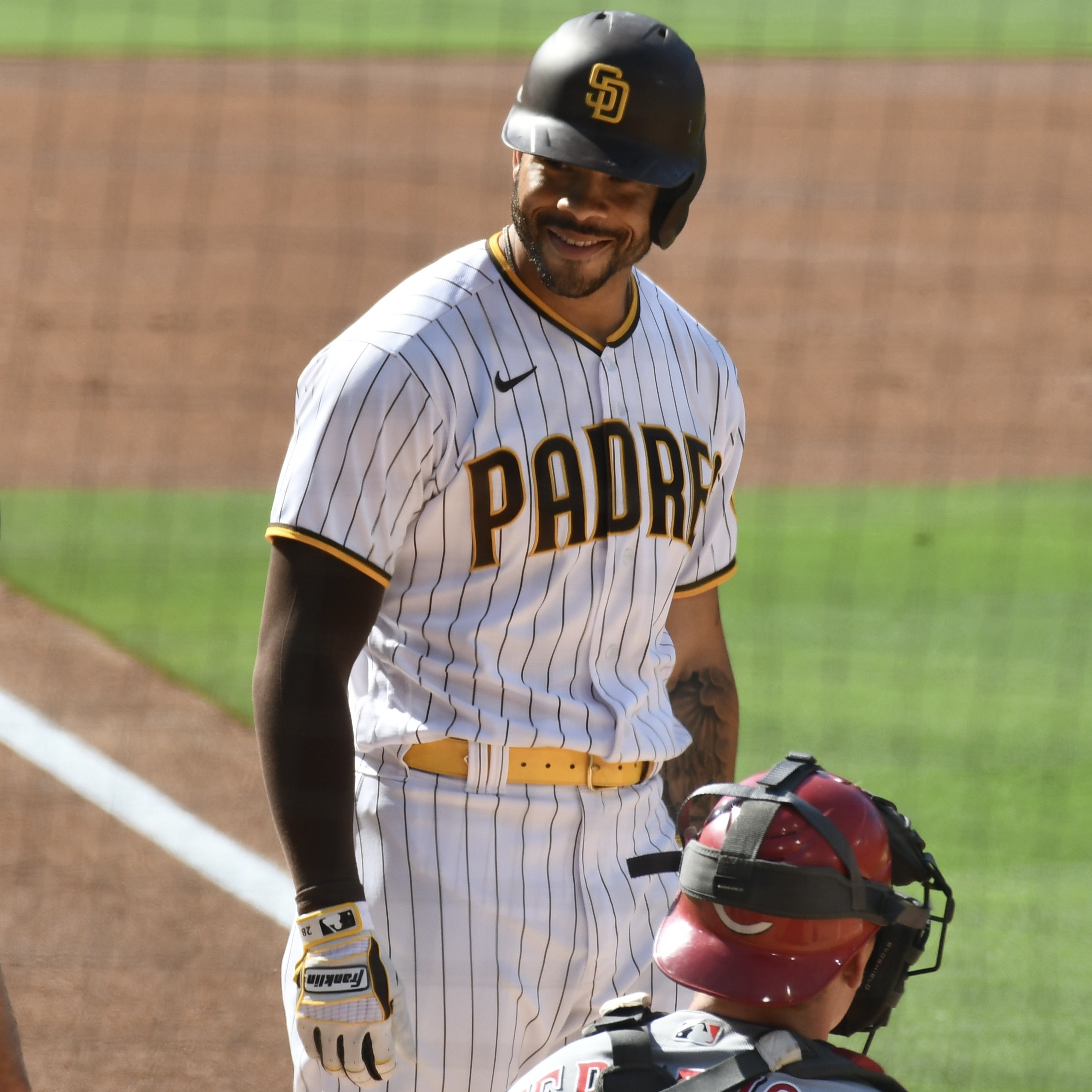
Pham i San Diego Padres dräkt 2021.

2020 års säsong förkortades kraftigt på grund av covid-19-pandemin och Pham spelade bara i drygt hälften av matcherna på grund av en handskada. På 31 matcher hade han ett slaggenomsnitt på bara 0,211, tre homeruns och tolv RBI:s. Bara några dagar efter det att Padres åkt ur slutspelet blev han knivhuggen utanför en strippklubb i San Diego, men klarade sig med lindriga skador. Han var skadefri 2021 och spelade 155 matcher med ett slaggenomsnitt på 0,229, 15 homeruns och 49 RBI:s. Efter säsongen blev han free agent för första gången.

#### Cincinnati Reds
I slutet av mars 2022 skrev Pham på ett ettårskontrakt värt sex miljoner dollar med Cincinnati Reds. Kontraktet innehöll en möjlighet till förlängning ytterligare en säsong som det skulle kosta klubben 1,5 miljoner dollar att inte utnyttja. Redan i början av augusti trejdades han dock till Boston Red Sox. Hans slaggenomsnitt för Reds var 0,238 och han hade elva homeruns och 39 RBI:s på 91 matcher.